# Bojary (rejon święciański)
Bojary (lit. Bajorai) – wieś na Litwie, w okręgu wileńskim, w rejonie święciańskim, w gminie Święciany.

## Historia
W czasach zaborów wieś w gminie Zabłociszki, w powiecie święciańskim, w guberni wileńskiej Imperium Rosyjskiego. W 1866 roku miała 47 dusz rewizyjnych. Należała do dóbr Szwinta. W 1905 roku liczyła 160 mieszkańców, 283 dziesięciny.
W dwudziestoleciu międzywojennym wieś leżała w Polsce, w województwie wileńskim, w powiecie święciańskim, w gminie Kołtyniany.
W 1931 w 34 domach zamieszkiwało 177 osób.
Od 1945 roku w Litewskiej Socjalistycznej Republice Radzieckiej.
Od 1990 na niepodległej Litwie.